# Castro de La Mesa de Miranda y necrópolis de La Osera

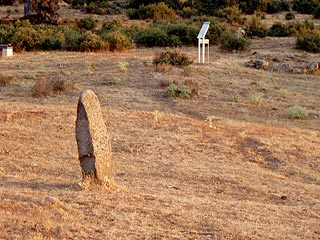
Necrópolis del castro de La Mesa de Miranda

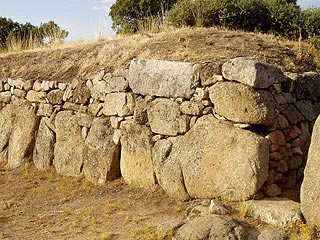
Muralla ciclópea del castro de La Mesa de Miranda

El castro de La Mesa de Miranda y necrópolis de La Osera es un conjunto arqueológico perteneciente al antiguo territorio del pueblo vetón, situado en el municipio de Chamartín, a 22 kilómetros al oeste de la ciudad de Ávila, y en la vertiente norte de la sierra de Ávila (Castilla y León, España). Ha sido declarado bien de interés cultural con la categoría de zona arqueológica en 2021.
El castro se encuentra ubicado en un entorno natural de encinas y carrascos que cuenta con una gran importancia estratégica, en cuanto que tres de sus lados están delimitados por valles estrechos y profundos. Se fecha en la Segunda Edad del Hierro (a partir del 500 a. C. ) y estuvo ocupado hasta que fue abandonado con la conquista romana del territorio. De su fisonomía, destaca su amplia muralla que engloba tres recintos defensivos con cerca de 3 km de longitud. En el exterior del recinto se localizó una necrópolis en la que se han documentado más de dos mil tumbas, algunas acompañadas con piezas de ajuar como fíbulas, puntas de flecha, jabalinas o puñales, además de vasos cerámicos y algunas urnas que contienen las cenizas de los difuntos.
Se accede a través de la carretera AV-110 hasta Chamartín, municipio de pequeñas dimensiones, cuya arquitectura popular resulta representativa de la zona serrana. A poco más de dos kilómetros al norte del pueblo se halla el castro. El acceso puede hacerse a pie o con vehículo rodado a través de un camino de tierra.

## Historia de la investigación
Fue descubierto en 1930 por Antonio Molinero. Se llevaron a cabo excavaciones entre 1932 y 1934 primero, y, después, en 1943 y 1944, siempre bajo la dirección de Juan Cabré Aguiló, asistido por Antonio Molinero y María Encarnación Cabré. Aquellas excavaciones se centraron fundamentalmente en la necrópolis de La Osera y en el reconocimiento de sus sistemas defensivos. Desde entonces, y hasta el presente, los trabajos realizados en el castro han consistido fundamentalmente en la puesta en valor, por lo que se encuentra acondicionado para la visita.
El castro de La Mesa de Miranda y la necrópolis de La Osera forman parte del patrimonio cultural de Castilla y León como bien de interés cultural con categoría de zona arqueológica. Su declaración, en septiembre de 2021, puso fin a más de cuarenta años de tramitación de un expediente incoado en noviembre de 1980.
El nombre que recibió proviene del tipo de orografía plana sobre la que se asienta el castro (mesa) y por su proximidad a la finca de Casas de Miranda (Miranda).

## Recintos del castro
La Mesa de Miranda fue un castro habitado por vetones entre finales del siglo V y el siglo I a. C. Según las fuentes romanas, el pueblo vetón, de cultura celta, habitaban entre los ríos Duero y Tajo en parte de las actuales provincias de Zamora, Salamanca, Ávila, Cáceres, Toledo y Badajoz. Los datos más abundantes sobre los vetones los ha aportado la arqueología. Las referencias antiguas no son muy abundantes. Con frecuencia los sitúan en los momentos previos y durante la conquista romana, aliados, sobre todo, con los lusitanos. Con estos se les cita asaltando ciudades del valle del Guadalquivir o atacando a las tropas romanas durante las guerras celtíberas (155-133 a. C.). Finalmente serán sometidos a partir de 133 a. C. aunque vuelven a ser citados tomando partido por alguno de los contendientes en las guerras civiles romanas que durante el siglo I a. C. se libran en territorio hispano. El castro de La Mesa de Miranda debió ser abandonado, bien hacia 133 a. C. o, más probablemente, al final de las guerras civiles, cuando se lleva a cabo la estructuración de Hispania por Augusto, como parte del Imperio romano.
El castro se compone de dos elementos arqueológicos: la zona de habitación (Castillo Cimero y Castillo Bajero), constituida por tres recintos complementarios, y la necrópolis (La Osera), que ocupa parte del tercer recinto y la zona exterior al castro por el sur y sureste.
La zona de habitación se compone de tres recintos amurallados que cuenta con una superficie total de 29 ha, todos ellos ubicados en la meseta que se forma en la confluencia de dos cursos de agua menor que han excavado un profundo valle. Se trata, por tanto, de un lugar estratégico en la intersección de un paisaje serrano y el sedimentario del valle del Duero, circunstancia que le confiere un atractivo muy particular. Como consecuencia de esto las vistas por el norte son excepcionales en todas las épocas del año.

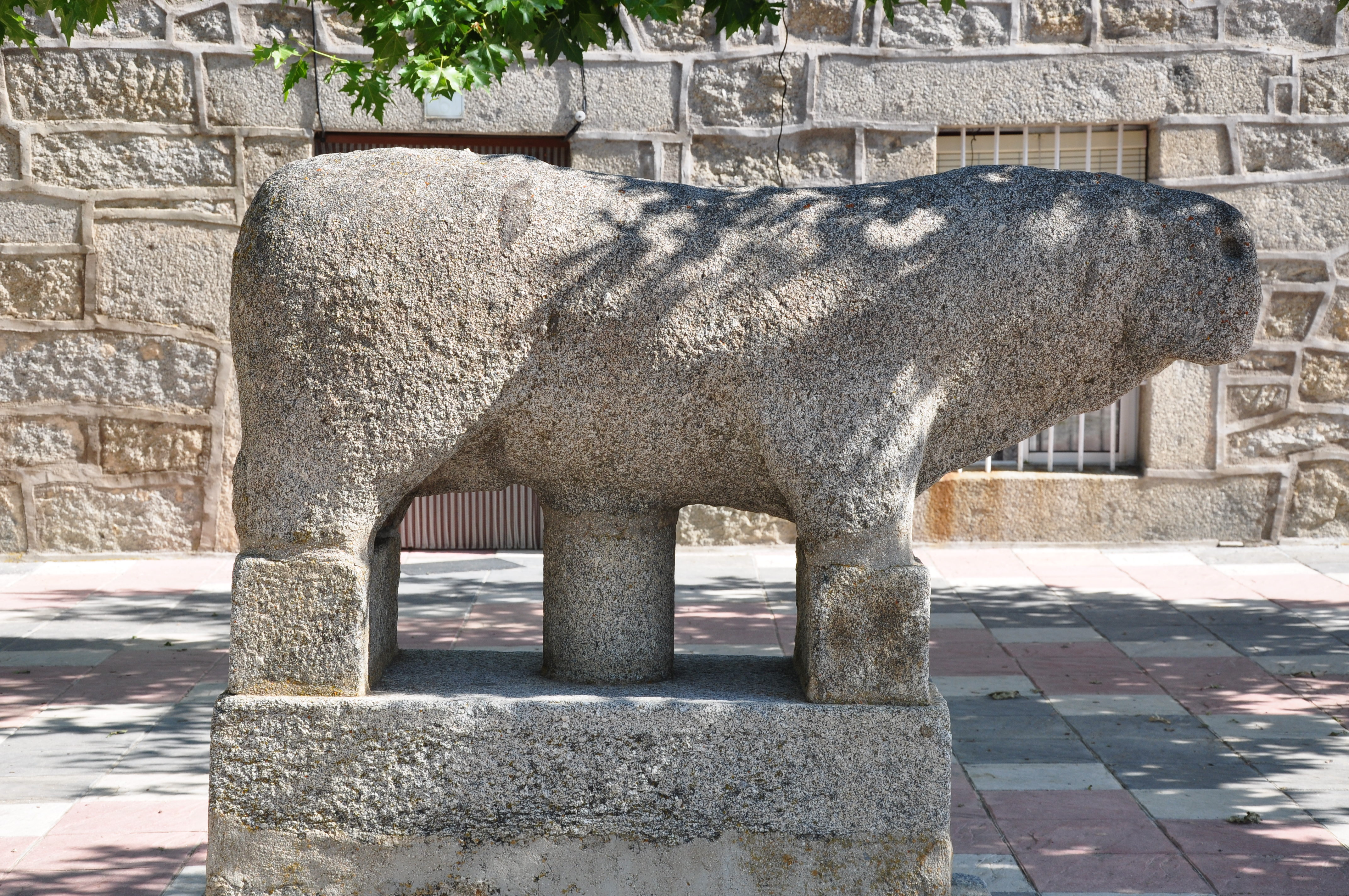
Verraco vetón del castro hoy situado en Chamartín

A partir de la factura de las murallas que componen los tres recintos, se deduce que no fueron contemporáneos. El sistema defensivo fue perfectamente estudiado para que no hubiera puntos vulnerables, a la vez que fue adaptado a la morfología favorable del terreno. El primer recinto, de 11,5 hectáreas, está situado al norte de los demás, se le adosa por el sur el segundo recinto, de 7,1 hectáreas, al cual, por el sur y por este, se le adosa el tercero de 10,5 hectáreas. Junto a ellos, hay que sumar las 3,5 hectáreas de la necrópolis fuera del tercer recinto. En total, lo que se conoce del yacimiento constituiría una superficie de 32,6 hectáreas. 
El primer recinto es el más antiguo y el más grande (11,5 ha), donde previsiblemente vivió el grueso de la población. Estaba todo amurallado. La adaptación de la muralla a la topografía abrupta del sitio es un claro exponente del estereotipo de un castro vetón. En la parte sur, donde la muralla alcanza los 5 m de ancho, tiene dos puertas flanqueadas por torres circulares y defendidas por campos de piedras hincadas y un foso, colmatado por el derrumbe de la muralla. Una de las puertas fue cegada de antiguo, se supone que para evitar puntos vulnerables. La muralla en este punto se compone de muralla y antemuralla (doble paramento), como un sistema defensivo más.  El segundo recinto fue añadido por el sur al primero. Seguramente tuvo un cometido más variado que el anterior, dedicándose, además de a vivienda, a albergar zonas de producción y almacenamiento, así como recoger los ganados en caso de necesidad, se puede considerar uno de los primeros polígonos industriales de Europa ya que todos los talleres de artesanía se trasladaron a este recinto. Destaca una gran torre circular que defiende la zona sur, donde hay instalado un mirador actualmente. El tercer recinto pudo construirse durante las guerras celtibéricas (155-133 a. C.) o en las guerras civiles (siglo I a. C.). Supone un complemento defensivo por el este de los recintos primero y segundo. Construido con piedras de gran tamaño supone una diferencia muy clara respecto a los otros dos, sobre todo el primero. Prueba clara de su posterioridad es que invadió parte de la necrópolis.

## Necrópolis de La Osera

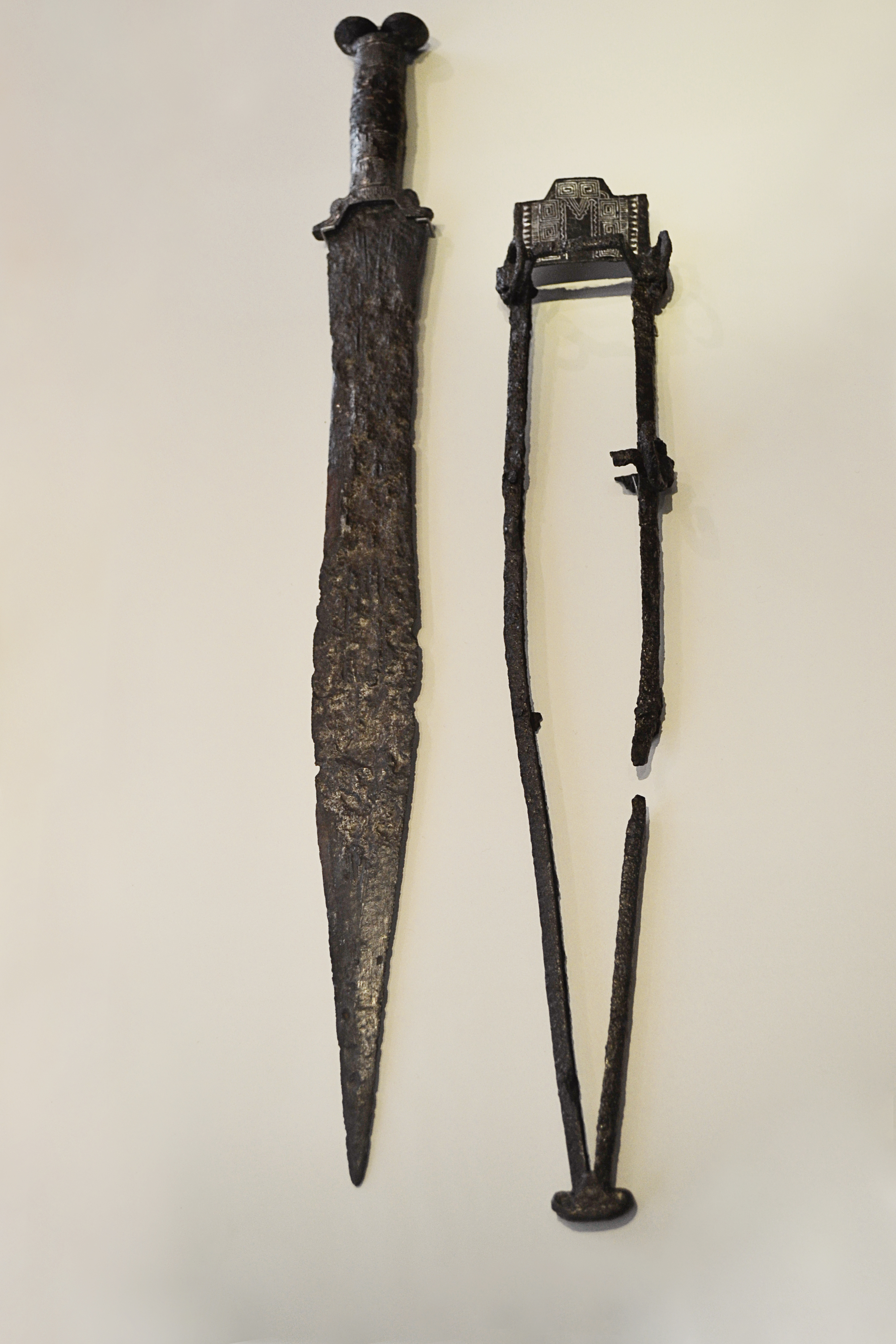
Espada de antenas atrofiadas y vaina halladas en la necrópolis. Siglo IV-III a. C. Museo Arqueológico Nacional de España

Se encuentra inmediata al castro por el sur, en una explanada muy propicia.
En ella centró fundamentalmente sus trabajos arqueológicos Cabré. Cuenta con 2230 tumbas, todas ellas de incineración. Los vetones incineraban a sus muertos guardando después las cenizas en una urna o depositándolas simplemente en un hoyo en el suelo, según la categoría social del difunto. Algunas tumbas o grupos de ellas eran marcadas con un túmulo de piedras que las significaba en el relieve. Ello ha permitido saber muchos detalles de la estructura social de las gentes que habitaron este Castro. Se trataba de una estructura piramidal en cuya cúspide dominaba una aristocracia militar que se hacía quemar y enterrar con sus armas y atributos lujosos.
La necrópolis estaba dividida en seis zonas bien definidas unas de otras y presididas por un hito de piedra vertical. Tal cosa es posible que obedezca a la división en linajes o castas que componía la sociedad del castro. Estudios recientes han puesto de manifiesto que los hitos que presiden cada una de las zonas en que se define la necrópolis guardan la misma alineación que la constelación celeste de Orión, circunstancia que estaría indicando detalles de las creencias en el más allá que tenían los habitantes de La Mesa de Miranda.